# Tomasz Mazurkiewicz
Tomasz Mazurkiewicz (født 23. November 1981) er en Polsk fodboldspiller. Han har bl.a. spillet for Legia Warszawa, AGF og SønderjyskE.

## Karriere
Tomek var anfører for det polske U/21 landshold, da han kom til AGF fra Legia Warszawa på en lejekontrakt i 2001, hvor han fik sin debut den 22. oktober i en kamp mod AaB I marts 2002 købte AGF ham, angiveligt for 2.7 millioner kroner  Han opnåede 58 kampe for århusianerne, inden han efter en skadesperiode blev udlejet til SønderjyskE i 2005.Her opnåede han i sæsonen 2005/2006 blot 119 minutter på banen i 4 kampe. I 2006 vendte han tilbage til polsk fodbold, men fik blot 16 førsteholdskampe for Gdynia, inden han i 2009 blev indlemmet i 2.holdstruppen hos AGF på amatørbasis.